# Capricornus (strip)
Capricornus is een stripreeks die begonnen is in januari 1997, met de in Frankrijk werkende Duitser Andreas Martens als schrijver en tekenaar. Capricornus is een astroloog die in New York geconfronteerd wordt met vreemde verschijnselen, zoals een monster dat hongert naar elektriciteit. Andreas startte in 1997 ook zijn andere langlopende reeks Arq. Bij aanvang had Andreas het plan opgevat van elk van deze reeksen een twintigtal albums te maken.

## Albums
Alle albums zijn geschreven en getekend door Andreas Martens
| Nummer | Titel              | Uitgever(s)                                                          |
| ------ | ------------------ | -------------------------------------------------------------------- |
| 1      | Het ding           | Carlsen Verlag, Le Lombard, Norma Editorial, S.A., Uitgeverij Sherpa |
| 2      | Elektriciteit      | Carlsen Verlag, Le Lombard, Uitgeverij Sherpa                        |
| 3      | Deliah             | Le Lombard, Uitgeverij Sherpa                                        |
| 4      | De numerieke kubus | Le Lombard, Uitgeverij Sherpa                                        |
| 5      | Het geheim         | Le Lombard, Uitgeverij Sherpa                                        |
| 6      | Aanval             | Le Lombard                                                           |
| 7      | De blauwe draak    | Le Lombard                                                           |
| 8      | Tunnel             | Le Lombard                                                           |
| 9      | De doorgang        | Le Lombard                                                           |
| 10     | De Chinezen        | Le Lombard                                                           |
| 11     | Patrick            | Le Lombard, Uitgeverij Sherpa                                        |
| 12     |                    | Le Lombard, Uitgeverij Sherpa                                        |
| 13     | Gekooide droom     | Le Lombard, Uitgeverij Sherpa                                        |
| 14     | De operatie        | Le Lombard, Uitgeverij Sherpa                                        |
| 15     | New York           | Le Lombard, Uitgeverij Sherpa                                        |
| 16     | Close-up           | Le Lombard, Uitgeverij Sherpa                                        |
| 17     | De ruiters         | Le Lombard, Sherpa                                                   |
| 18     | Zarkan             | Le Lombard, Sherpa                                                   |
| 19     | Terminus           | Le Lombard, Sherpa                                                   |
| 20     | Meester            | Le Lombard, Sherpa                                                   |